# Oil Trough
Oil Trough è un comune degli Stati Uniti d'America, situato in Arkansas, nella contea di Independence.